# Frieda Van Wijck
Pour les articles homonymes, voir Wijck.
Frieda Van Wijck, née à Hasselt le 2 mai 1950, est une animatrice de télévision belge.

## Carrière
La journaliste Van Wijck commence à travailler à Radio 2 Limbourg en 1975 et ensuite à Radio Vlaanderen Internationaal (Radio Flandres International), pour finalement arriver dans les informations à la télévision. Elle travaille comme rédactrice en chef des émissions d'information Het journaal, Panorama et Terzake.
Elle collabore aussi dans un épisode de l’émission humoriste Alles Kan Beter. En 2000, elle fait une voix off dans le programme BrusselNieuwsStraat.
Elle devient ensuite présentatrice, en faisant de interviews de politiciens pour Terzake et Spraakmakers, et en animant le jeu télévisé In Alle Staten.
En 2004, elle anime le programme de débat politique Coninx & Van Wijck, aux côtés d'Alain Coninx. Ce duo présente ensuite De Zevende Dag, une émission d’actualité du dimanche matin, succédant à Siegfried Bracke et Annemie Peeters.
En 2005, elle soutient Paul Janssen de Janssen Pharmaceutica dans le concours De Grootste Belg ; il finira deuxième du classement. La même année, Van Wijck anime le programme Ten Huize Van, où elle interviewe des Flamands célèbres dans leur propre maison.
Elle présente De Zevende Dag pour la dernière fois le 25 juin 2006, lorsqu’elle quitte les informations et part travailler pour Woestijnvis.
Depuis octobre 2006, Van Wijck anime l’émission De Laatste Show, succédant à Mark Uytterhoeven. Elle succède aussi à Gerty Christoffels dans l’émission Beste Vrienden.